# Bugel (Sekaran)
Bugel is een bestuurslaag in het regentschap Lamongan van de provincie Oost-Java, Indonesië. Bugel telt 567 inwoners (volkstelling 2010).